# Jambalaya (étel)
A jambalaya az amerikai délen elterjedt népszerű étel. A kreol és a cajun konyha étele, leginkább New Orleans és Louisiana konyháiban.
Elnevezése egyesek szerint a spanyol sonka („jamón”) szóból ered.
Erről John Mariani The Dictionary of American Food and Drink című könyvében így ír: egyszer egy férfi késő éjjel megszállt New Orleans egy fogadójában. Éhes volt. Kérdezte, nem maradt-e valami harapnivaló. A szakács, akit Jeannak hívtak, így felelt: majd összedobok (mixelek) valamit. E szó a helyi dialektusban így hangzik: balayez. Így a szakács nevéből és az összeütni szóból született a jambalaya név.

## Így készül
Ahány ház, annyi jambalaya. Az biztos, hogy rizs mindenképpen van benne, és vélhetően a spanyol paellából kezdett átalakulni az amerikai dél ízlésvilága és lehetőségei szerint.
Többféle hús kerül bele: füstölt sonka és kolbász mindenképpen, azon kívül másféle hús is, például csirke, disznó, marha.
Jellemzője még az ételnek, hogy valamilyen rák vagy/és kagyló is szokott benne lenni. A kreol változat, a piros jambalaya paradicsomot is tartalmaz. A cajun változat világos, nincs benne paradicsom, csak sokféle zöldség. Kell hozzá még vöröshagyma, szárzeller, illetve paprika és csípősség mindenképpen.